# Triglyphus primus
Triglyphus primus là một loài ruồi trong họ Ruồi giả ong (Syrphidae). Loài này được Loew mô tả khoa học đầu tiên năm 1840. Triglyphus primus phân bố ở vùng Cổ Bắc giới (Đan Mạch)